# Sawwa Dudel
Sawwa Pawłowicz Dudel (ros. Савва Павлович Дудель; ur. 21.12.1909 (03.01.1910), zm. 10 czerwca 1995) – radziecki filozof, doktor nauk filozoficznych (1956), profesor.

## Życiorys
W 1931 roku ukończył studia w Konserwatorium Moskiewskim na kierunku fortepianu. W latach 1932–1938 studiował na Wydziale Filozoficznym Moskiewskiego Instytutu Filozofii, Literatury i Historii. Brał udział w II wojnie światowej. Był jednym z autorów podręcznika akademickiego z materializmu dialektycznego.

## Wybrane publikacje
- О внутренних антагонистических и неантагонистических противоречиях // Woprosy Fiłosofii. — 1953. — № 2;

Przekłady na język polski
- Wiktor Czertkow, S.P. Dudel, Iwan Kuzniecow, Michaił Leonow, Teodor Ojzerman, Nikołaj Owczynnikow, i in.: Materializm dialektyczny. Pod ogólną redakcją J.F. Aleksandrowa. Tłumaczyli Halina Zielnikowa, Zdzisław Nieman, Halina Waśkowska, Stanisław Radziszewski. Warszawa: Książka i Wiedza, 1955.